# سداسي (موسيقى)
السداسي (بالإنجليزية: Sextet)‏ مصطلح يطلق في أغلب الأحوال علي أي عمل موسيقي يقوم ستة أشخاص بالاشتراك في تقديمه من خلال فرقة موسيقية.

## استخدامات المصطلح

### فيموسيقي الجاز
يطلق أيضا عادة في موسيقي الجاز علي عدد ستة أشخاص تشترك في أداء عزف موسيقي، باستخدام الطبلة الإيقاعية مضافا إليها آله أو إثنين من الغيتار أو الترومبيت أو الساكسفون أو الكلارينت أو الترومبين.

### استخدامات أخرى
- كما يطلق هذا اللفظ لوصف ستة أشياء تشكل في مجموعها وحدة واحدة.